# جامعة ليل للعلوم والتكنولوجيا
جامعة ليل للعلوم والتكنولوجيا (بالإنجليزية: Lille University of Science and Technology)‏ هي جامعة، وEPSCP، تأسست في 1853، في فرنسا، وهي عضوة في MAUD cluster ‏، وNSL cluster ‏، وUP-TEX ‏، وCoordination of French research universities ‏، ورابطة الجامعات الأوروبية، وشبكة أوتريخت، وEuropean Spatial Development Planning ‏، وMEDEE cluster ‏، وi-Trans ‏، وTEAM2 ‏، وPICOM ‏، واتحاد كوبرين ‏، بلغ عدد طلابها 19870 في 1 سبتمبر 2016.